# Mycetophila assimilis
Mycetophila assimilis är en tvåvingeart som beskrevs av Loïc Matile 1967. Mycetophila assimilis ingår i släktet Mycetophila och familjen svampmyggor. Inga underarter finns listade i Catalogue of Life.